# Lipcsei városi alagút
A Lipcsei városi alagút (német nyelven: City-Tunnel Leipzig) egy vasúti alagút Németországban, Lipcsében, mely összeköti a város két egykori fejpályaudvarát, a Leipzig Hauptbahnhofot és a Leipzig Bayerischer Bahnhofot, így mindkét pályaudvar átmenővé vált.
Az építkezés 2003 júliusában kezdődött, az üzembe helyezést eredetileg 2009 végére tervezték. Az alagutat hivatalosan 2013. december 14-én nyitották meg, és a tervezett üzemeltetés 2013. december 15-én kezdődött. A projekt költségeit 935 millió euróra becsülik.
Az alagút kétvágányú, 15 kV 16,7 Hz-cel villamosított, hossza 3187 méter. A már két meglévő egykori fejpályaudvaron kívül további kettő állomás épült az alagút mentén, ezzel jobb elérhetőséget biztosít a belvárosnak.

## Forgalom
| Járat | Útvonal |
| ----- | --- |
| S 1   | Leipzig Miltitzer Allee – Leipzig-Leutzsch – Leipzig-Gohlis – City Tunnel – Leipzig-Stötteritz                                                      |
| S 2   | Lutherstadt Wittenberg -/Dessau - Bitterfeld – Delitzsch – Leipzig Messe – City Tunnel – Leipzig-Stötteritz                                         |
| S 3   | Halle (Saale) – Schkeuditz – Leipzig-Gohlis – City Tunnel – Leipzig-Stötteritz – Wurzen (– Oschatz) (Wurzen – Oschatz csak hétvégén éjszaka üzemel) |
| S 4   | Hoyerswerda – Torgau – Eilenburg – Taucha – Leipzig-Mockau – City Tunnel – Leipzig-Connewitz – Markkleeberg-Gaschwitz                               |
| S 5   | Halle (Saale) – Leipzig Messe – City Tunnel – Leipzig-Connewitz – Markkleeberg – Altenburg – Zwickau                                                |
| S 5X  | Halle (Saale) – Leipzig/Halle Airport – Leipzig Messe – City Tunnel – Leipzig-Connewitz – Markkleeberg – Altenburg – Zwickau                        |
| S 6   | Leipzig Messe – City Tunnel – Leipzig-Connewitz – Markkleeberg – Borna – Geithain                                                                   |

## Képek

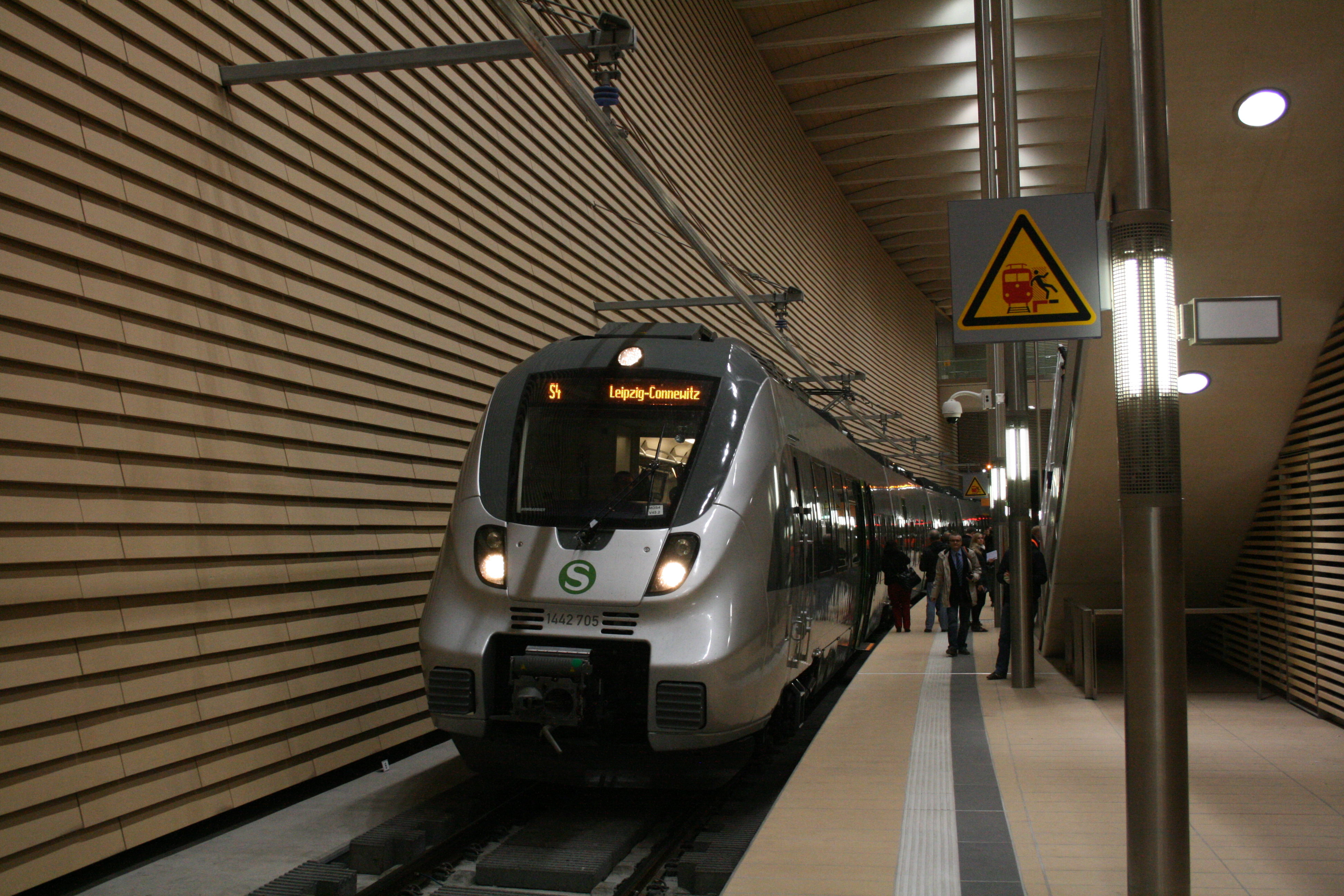
Próbaüzem 2013. október 1-én
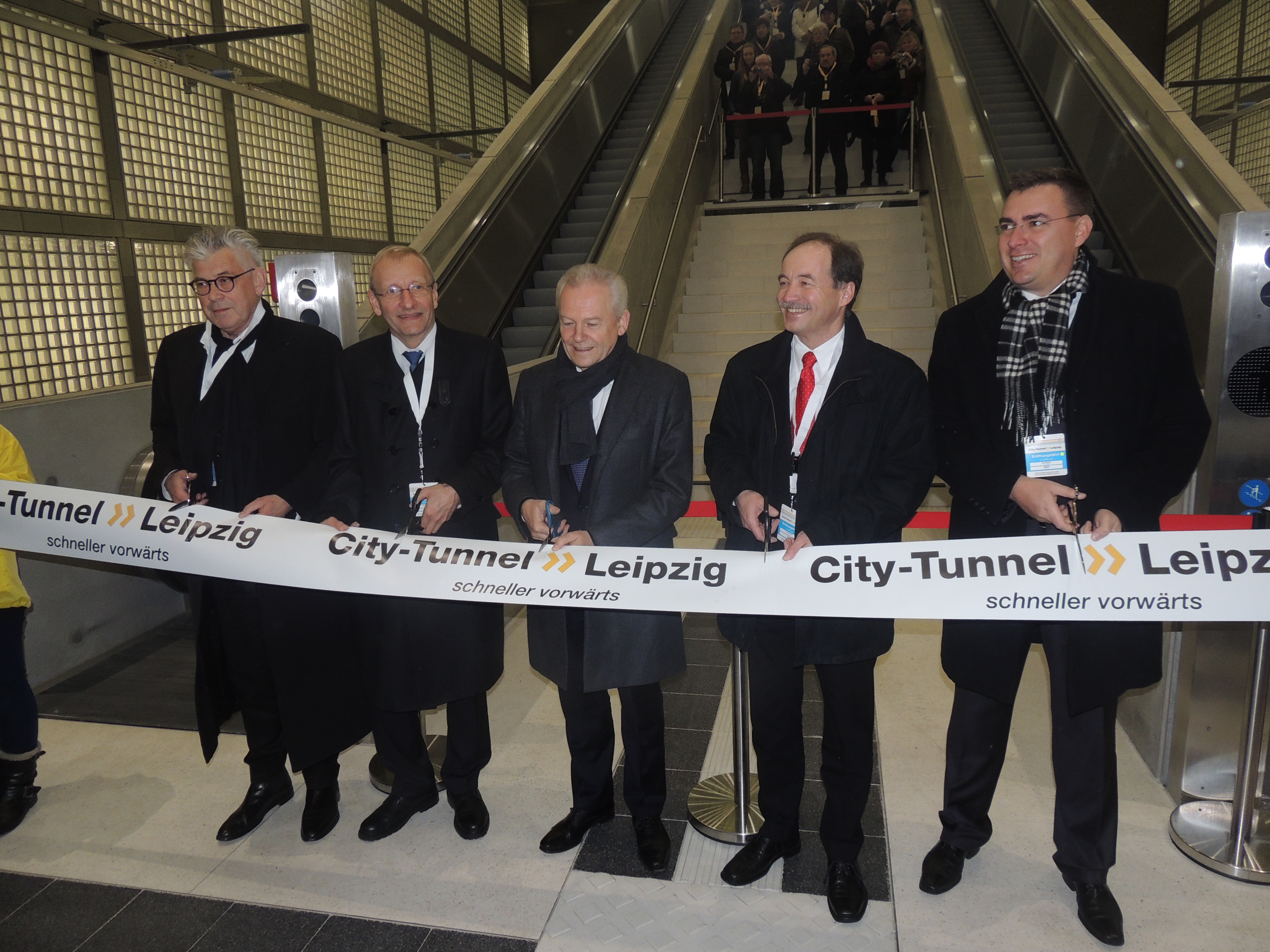
A Wilhelm-Leuschner-Platz állomás megnyitása 2013. december 14-én
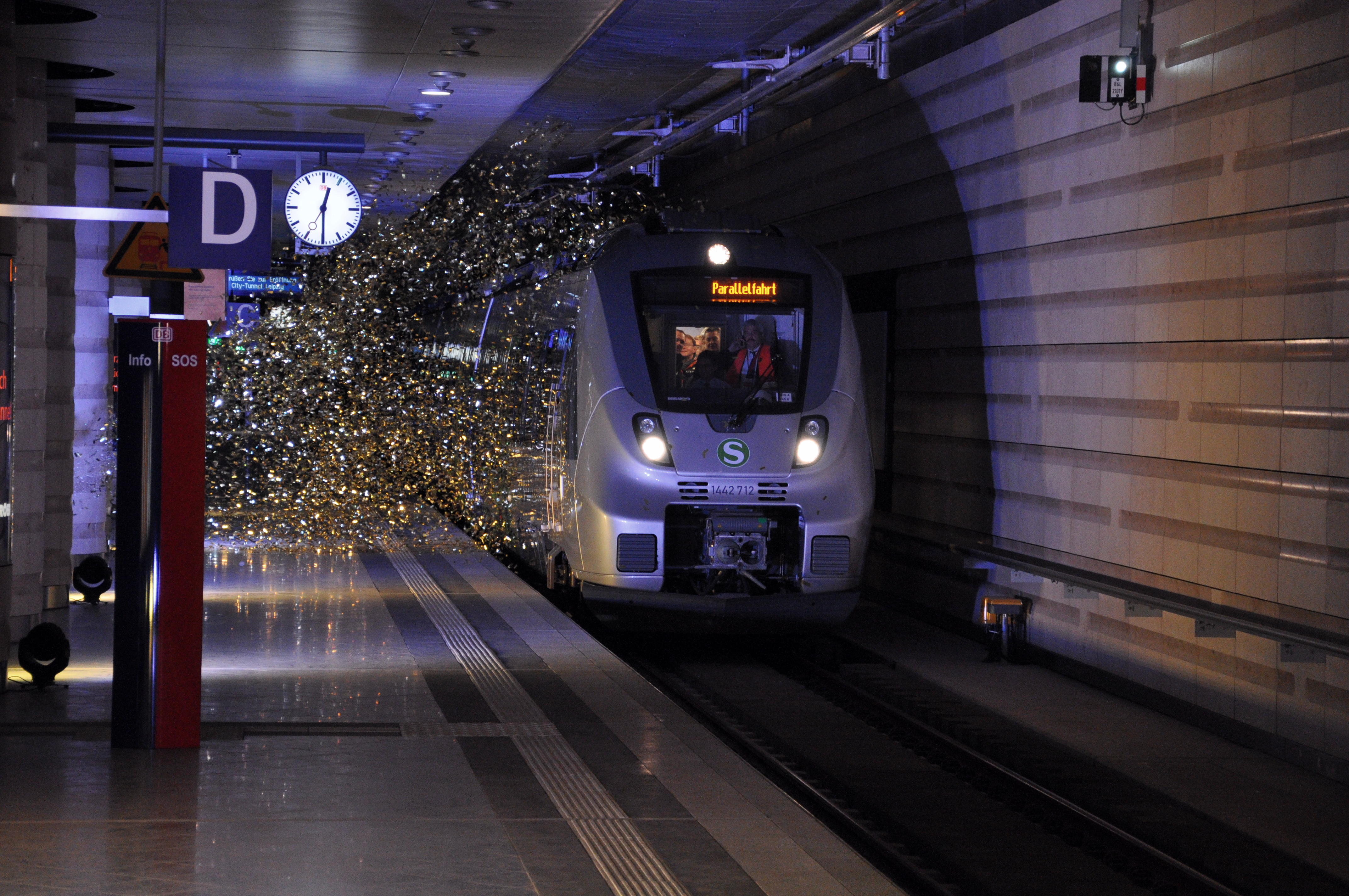
A két premiervonat egyike megérkezik a főpályaudvarra (2013. december 14.)
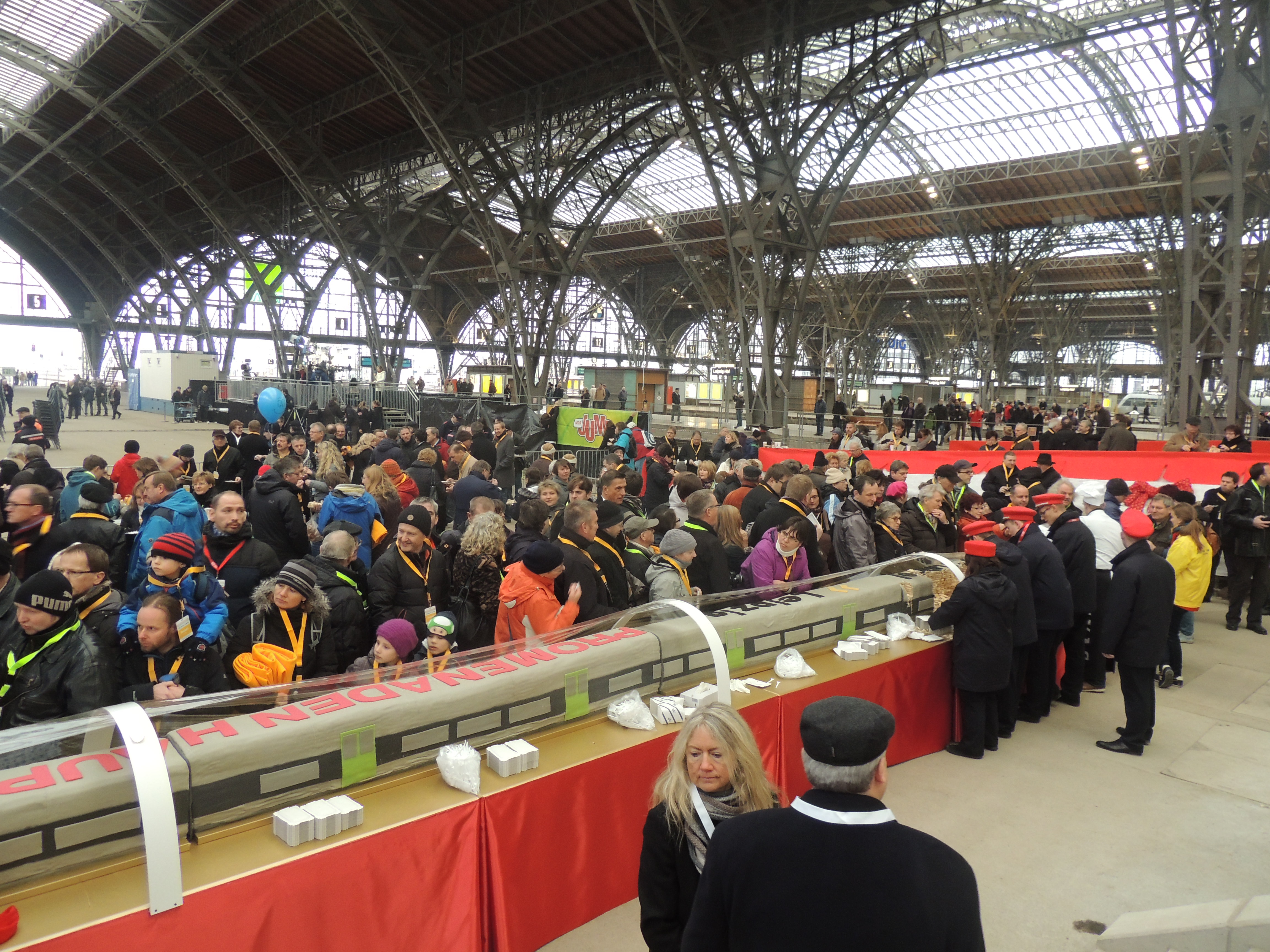
A 10 méteres torta felvágása a főpályaudvaron (2013. december 14.)
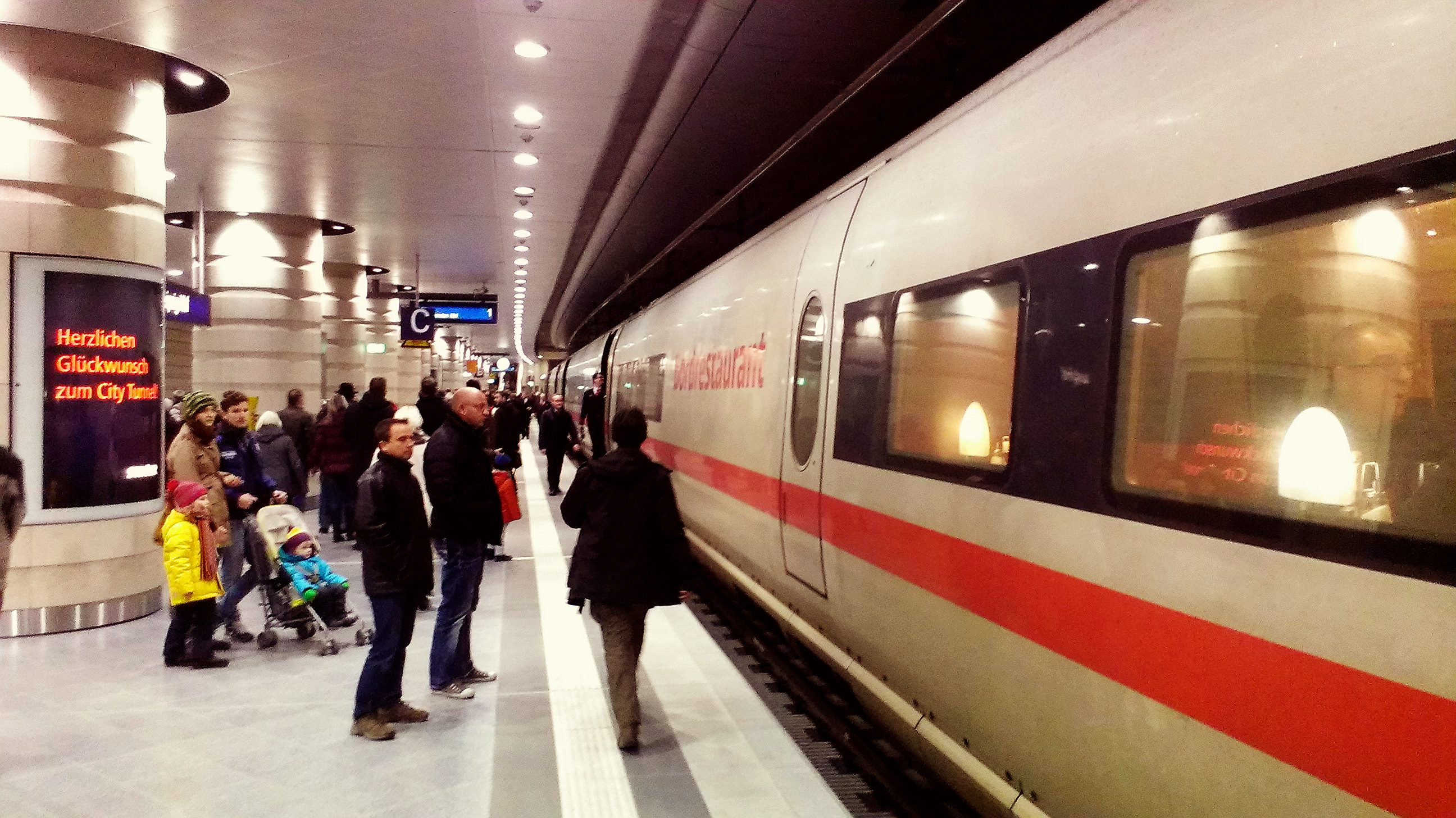
Az első menetrend szerinti vonat az állomáson (2013. december 15.)

## Lásd még
- Stammstrecke - városi vasúti alagút Münchenben